# EssilorLuxottica
EssilorLuxottica S.A. — італійсько-французька вертикально інтегрована транснаціональна корпорація зі штаб-квартирою в Парижі, заснована 1 жовтня 2018 року в результаті злиття італійської Luxottica з французькою Essilor. Група, що спеціалізується на окулярах, розробляє, виробляє та продає контактні лінзи, оптичне обладнання, окуляри та сонцезахисні окуляри.
Угода про злиття Essilor і Luxottica передбачала, що Essilor придбає Luxottica, але керівництво Luxottica отримає місця в керівництві та раді директорів, зокрема засновник Luxottica Леонардо Дель Веккіо стане виконавчим головою. Після публічної ворожнечі між керівництвом попередніх компаній, Дель Веккіо зміг заручитися підтримкою акціонерів і витіснив з компанії генерального директора Essilor Юбера Саньєра, призначивши новим генеральним директором обраного ним Франческо Міллері.
Після злиття компанія стала найбільшим гравцем в індустрії окулярів, причому Essilor внесла численні запатентовані технології лінз, а також бренди Foster Grant і Costa Del Mar. Зі свого боку, Luxottica надала компанії право власності на численні бренди окулярів, включаючи Ray-Ban, Oakley, Persol, Oliver Peoples та Vogue Eyewear; роздрібні продавці окулярів LensCrafters, Pearle Vision та Sunglass Hut, компанію зі страхування окулярів EyeMed, а також ексклюзивні ліцензійні угоди з численними будинками моди, включаючи Versace, Michael Kors, Prada, Coach New York, Ralph Lauren, Tory Burch, Armani та Dolce & Gabbana.. Компанія котирується на фондовій біржі Euronext Paris під торговим символом «EL» і є частиною індексу акцій CAC 40, до якого входять 40 найбільших за капіталізацією компаній, що котируються на Euronext Paris, та Euro Stoxx 50, до якого входять 50 найбільших компаній Єврозони. За даними Statista, у 2022 році компанія отримала 24,49 млрд євро доходу.